# Amaan Stadium
Amaan Stadium – stadion narodowy reprezentacji Zanzibaru w piłce nożnej. Jego pojemność wynosi 15000 osób.

## Historia
Stadion budowany był z pomocą chińskiego rządu w wówczas socjalistycznej Tanzanii rządzonej przez Juliusa Nyerere. Była to pierwszy zbudowany przy pomocy Chińczyków stadion w Afryce. Obiekt został otwarty w 1970 roku. W 1977 roku na stadionie odbyła się ceremonia połączenia Afrykańskiego Narodowego Związku Tanganiki i Partii Afroszyrazyjskiej w Partię Rewolucji. 8 listopada 2000 roku na tym obiekcie na prezydenta państwa został zaprzysiężony Amani Abeid Karume.
Przy pomocy Chin w 2010 roku stadion został zmodernizowany.